# North Hartsville
North Hartsville est une census-designated place située dans le comté de Darlington, dans l’État de Caroline du Sud, aux États-Unis. Lors du recensement de 2020, elle comptait 2 775 habitants.